# Pavel Kuschnir
Pavel Mikhaïlovitch Kushnir, né le 19 septembre 1984 à Tambov et mort le 27 juillet 2024 à Birobidjan, est un militant politique russe, pianiste et écrivain. Il est le premier prisonnier politique de l'histoire de la fédération de Russie à mourir à la suite d'une grève de la faim.

## Biographie

### Enfance et formation
Pavel Kushnir naît à Tambov le 19 septembre 1984. Son père, Mikhaïl Borissovitch Kushnir (1945-2020), est professeur de musique à l'école de musique pour enfants n° 2 de Tambov et sa mère, Irina Mikhailovna Levina (née en 1944), est musicologue et théoricienne. Dès sa petite enfance, Pavel joue du piano et étudie à Tambov dans une école de musique avec Tatyana Mkrtycheva. À 17 ans, il joue l'intégralité du cycle des 24 préludes et fugues de Dmitri Chostakovitch.
Entre 1998 et 2002, il étudie puis obtient son diplôme du Collège S. V. Rachmaninov de musique de Tambov. Il entre au Conservatoire Tchaïkovski de Moscou, dans la classe du professeur et pianiste Viktor Merjanov. Il est diplômé du conservatoire en 2007,.

### Carrière de pianiste
Il travaille comme accompagnateur à l'Institut musical et pédagogique d'État de Tambov S.V. Rachmaninov,,. Après le conservatoire, Kushnir travaille à Ekaterinbourg pendant 2 ans, puis à la Philharmonie de Koursk pendant sept ans et à la Philharmonie de Kurgan pendant trois ans. En 2022, il s'installe à Birobidjan et commence à préparer un programme de conférences consacré à l'œuvre de Scriabine et un programme solo pour le 150e anniversaire de Rachmaninov. En 2023, il devient soliste de la Philharmonie régionale de Birobidjan.
Il a enregistré un cycle de 24 préludes de Rachmaninov. Le musicologue Mikhaïl Kazinik a apprécié le cycle et il affirme qu'« en faisant ce cycle composé de plusieurs morceaux d'époques différentes, il a montré le développement des idées de Rachmaninov et en a nettoyées toutes les couches : il a ainsi montré le cristal Rachmaninov tel qu'il était »,. Pour la Société nationale de radiodiffusion et de télévision « Bira », il a enregistré un cycle de 51 programmes « Les Mazurkas du mercredi », dans lequel l'auteur analyse en détail toutes les mazurkas de Chopin,.

### Vie sociale
Pavel Kushnir était un militant des droits civiques : il a participé à des manifestations sur la place Bolotnaya, à des piquets de grève contre la guerre dans le Donbass et l'annexion de la Crimée, et a publié des tracts anti-guerre après l'invasion russe en Ukraine,,.
Le 9 mai 2023, Pavel Kushnir a entamé sa première grève de la faim contre l'invasion russe de l'Ukraine et l'a maintenue pendant 20 jours. Il a poursuivi sa grève de la faim suivante pendant 100 jours jusqu'en mars 2024.
Il possédait une chaîne YouTube sur laquelle il a publié à partir de novembre 2022 quatre vidéos dans lesquelles il critiquait poétiquement la politique des autorités russes, les lois adoptées et l'invasion de l'Ukraine. Dans la dernière vidéo, Kushnir a parlé du massacre de Boutcha, le qualifiant de « honte de notre patrie » et appelant à la résistance au régime et à la guerre, ainsi qu'à la libération de tous les prisonniers politiques . Durant toute l'existence de la chaîne, créée en 2011, seules cinq personnes y auraient été abonnées,.
Pavel Kushnir adorait lire les livres de Kurt Vonnegut et a écrit un roman anti-guerre Русская нарезка ([Coupe russe]), publié en 2014  et réédité à titre posthume en Allemagne en 2024 . Il s'agit d'un roman-collage basé sur des journaux personnels, Faust, Anne Frank et 14 romans sur la Seconde Guerre mondiale . Kushnir a également écrit le roman « Noel », dédié au groupe radical de gauche allemand « Faction Armée rouge », selon l'auteur, le roman utilise le vocabulaire de 67 langues et extrait de 117 œuvres « d'auteurs de tous les temps et peuples » .

### Derniers jours
Kushnir a été arrêté en mai 2024 dans le cadre d'appels publics à des activités jugées terroristes. Il meurt à l'âge de 39 ans dans un centre de détention provisoire à Birobidjan le 27 juillet 2024 à la suite d'une grève de la faim sans eau de cinq jours,,. Selon un témoin dont les propos sont rapportés par le site Mediazona, sa grève de la faim durait depuis la date de son arrestation. Les adieux ont eu lieu à Birobidjan le 8 août . Son visage, maquillé, porte des traces de coups. Les amis du défunt souhaitaient procéder à un examen indépendant du corps afin d'établir la véritable cause du décès. Cependant, la mère du pianiste, Irina Levina, avec qui il est en froid en raison de désaccords politiques, aurait insisté pour une crémation immédiate,.
Le principal porte-parole de l'UE pour les affaires étrangères et la politique de sécurité, Peter Stano, a déclaré que la mort de Kushnir était un rappel de la répression continue du Kremlin. L'UE appelle la Russie à respecter la Constitution, à libérer tous les prisonniers d'opinion et à cesser de réprimer les manifestants anti-guerre,,.

## Liens
- Ressource relative à la musique :   - MusicBrainz
- (ru) [vidéo] « Павел Кушнир за роялем », sur YouTube
- Плейлист Павел Кушнир за роялем
- (ru) [vidéo] « Истинный идеал артиста – это рок-звезда, я люблю Кобейна, но исполняю Рахманинова », sur YouTube // РИА Биробиджан
- (ru) [vidéo] « Народ хочет знать: Про пианиста областной филармонии. », sur YouTube // Авторадио Биробиджан
- (ru) [vidéo] « Пианист погиб из-за голодовки в СИЗО: что известно о деле и смерти Павла Кушнира », sur YouTube // Настоящее Время
- (ru) Павел Кушнир, « Мазурки по средам », sur biratv.ru
- В СИЗО Биробиджана умер музыкант и антивоенный активист Павел Кушнир